# 송민재
송민재(宋珉哉, 2012년 4월 14일~)는 대한민국의 배우이다.

## 생애
2012년 4월 14일 서울특별시에서 출생한 그는 2013년 KBS 2TV 주말 연속극 《내 딸 서영이》를 통해 배우로 데뷔하였다.
대표 작품 중 드라마로는 2018년 KBS 2TV 저녁 일일 드라마 《끝까지 사랑》, 2019년 KBS 1TV 일일 연속극 《여름아 부탁해》, 《도도솔솔라라솔》 ,《갯마을 차차차》,《한번다녀왔습니다》,《마우스》,《카지노》 ,《웰컴투삼달리》등이 있다.

## 출연 작품

### 드라마
| 연도 | 방송사  | 제목                                              | 역할                                      | 비고      |
| ---- | ------- | ------------------------------------------------- | ----------------------------------------- | --------- |
| 2013 | KBS 2TV | 주말 연속극 《내 딸 서영이》                      | 이서영과 강우재의 딸 강솔이               | 50부작    |
| 2013 | JTBC    | 주말 연속극 《궁중잔혹사 꽃들의 전쟁》            | 이징                                      | 50부작    |
| 2016 | MBC     | 수목 미니시리즈 《쇼핑왕 루이》                   | 어린 고복남 (류의현 아역)                 | 16부작    |
| 2016 | SBS     | 아침 연속극 《아임 쏘리 강남구》                  | 어린 강남구 (박선호 아역)                 | 120부작   |
| 2017 | MBC     | 주말 특별기획 《도둑놈, 도둑님》                  |                                           | 50부작    |
| 2017 | MBC     | 월화 드라마 《왕은 사랑한다》                     | 어린 왕원 (임시완, 남다름, 문우진 아역)   | 40부작    |
| 2017 | OCN     | 토일 드라마 《블랙》                              |                                           | 18부작    |
| 2018 | TV조선  | 특별기획 드라마 《대군 - 사랑을 그리다》          |                                           | 20부작    |
| 2018 | KBS 2TV | 저녁 일일 드라마 《끝까지 사랑》                  | 한윤수                                    | 104부작   |
| 2018 | TvN     | 수목 드라마 《하늘에서 내리는 일억 개의 별》      | 실종 아이                                 | 16부작    |
| 2018 | OCN     | 수목 드라마 《신의 퀴즈: 리부트》                 | 어린 정승빈 / 정도현 (윤보라 아역)        | 16부작    |
| 2019 | KBS 1TV | 일일 연속극 《여름아 부탁해》                     | 서여름 / 한여름 / 주여름                  | 128부작   |
| 2019 | TvN     | 월화 드라마 《어비스》                            | 수술실 앞에서 우는 아이                   | 16부작    |
| 2019 | KBS 2TV | 저녁 일일 드라마 《우아한 모녀》                  | 황도리 / 구도리                           | 103부작   |
| 2020 | KBS 2TV | 수목 드라마 《어서와》                            | 대성                                      | 24부작    |
| 2020 | KBS 2TV | 주말 드라마 《한 번 다녀왔습니다》                | 유시후                                    | 100부작   |
| 2020 | SBS     | 월화 드라마 《굿캐스팅》                          |                                           | 16부작    |
| 2020 | JTBC    | 월화 드라마 《야식남녀》                          | 어린 박진우 (최재현 아역)                 | 12부작    |
| 2020 | KBS 2TV | 수목 드라마 《도도솔솔라라솔》                    | 신재민                                    | 16부작    |
| 2020 | TvN     | 월화 드라마 《산후조리원》                        | 김라온 / 딱풀이                           | 8부작     |
| 2020 | KBS 2TV | 단막극 《KBS 드라마 스페셜 - 나들이》             |                                           | 1부작     |
| 2021 | TvN     | 수목 드라마 《마우스》                            | 어린 고무치 (이희준 아역)                 | 20부작    |
| 2021 | KBS 2TV | 월화 드라마 《달이 뜨는 강》                      | 어린 영양왕 (고원) (권화운, 박상훈 아역)  | 20부작    |
| 2021 | TvN     | 토일 드라마 《갯마을 차차차》                     | 어린 홍두식 (김선호, 문성현, 안성원 아역) | 16부작    |
| 2021 | KBS 2TV | 단막극 《KBS 드라마 스페셜 - 셋》                 |                                           | 특별 출연 |
| 2022 | JTBC    | 토일 드라마 《기상청 사람들: 사내연애 잔혹사 편》 | 어린 이시우 (송강 아역)                   | 16부작    |
| 2022 | KBS 2TV | 수목 드라마 《징크스의 연인》                     | 왕현수                                    | 16부작    |

### 영화
| 연도 | 제목     | 역할 | 비고 |
| ---- | -------- | ---- | ---- |
| 2024 | 《1980》 | 철수 |      |

### 예능
| 연도 | 방송사  | 제목           | 역할   | 기간       | 비고      |
| ---- | ------- | -------------- | ------ | ---------- | --------- |
| 2018 | KBS 2TV | 《개그콘서트》 | 게스트 | 2018.05.27 | 특별 출연 |

### 광고
| 연도 | 광고주     | 브랜드                                    | 종류     | 공동 출연 | 출처 |
| ---- | ---------- | ----------------------------------------- | -------- | --------- | ---- |
| 2014 | 매일유업   | 매일우유                                  | 우유     |           | 보기 |
| 2014 | 매일유업   | 매일우유                                  | 우유     | 보기      |      |
| 2014 | 이케아     | 이케아 - 행복은 집에서 삽니다 편          | 가구     |           | 보기 |
| 2018 | KB손해보험 | KB손해보험 - 희망을 안다 희망으로 안다 편 | 손해보험 | 김연아    | 보기 |

## 수상 및 후보
| 연도 | 시상식       | 부문               | 작품              | 결과 |
| ---- | ------------ | ------------------ | ----------------- | ---- |
| 2019 | KBS 연기대상 | 남자 청소년 연기상 | 《여름아 부탁해》 | 후보 |